# Арджуна (правитель Парадана)
Арджуна — правитель Парадана во второй половине II века из династии Паратараджей.
Как отметил исследователь П. Тэндон, в отличие от большинства других представителей династии, имя Арджуны имеет индийские корни и связано с именем известного из индуистского эпоса Махабхараты царевича из Пандавов. Возможно, матерью Арджуны была индианка, одна из жён Йоламиры. Арджуна правил в период около 150—165 или 180—190 годов, являясь вторым сыном Йоламиры, а его непосредственным предшественником на троне был старший брат Багамира. В обоснование этого вывода П. Тэндон указал, что первоначально Арджуна использовал на своих монетах штамп Багамиры. Известны два или три типа нумизматического материала с именем Арджуны, в том числе со штампом его предшественника и со свастикой на реверсе; с новым штампом самого Арджуны. На всех монетах Арджуны на аверсе размещён обращённый вправо бюст самого правителя. Его преемником на троне стал брат (видимо, младший) Хварамира, использовавших вначале на своих монетах штамп Арджуны. Возможно, сыном Арджуны был Йолатахма, а внуком — Бхимарджуна.